# Cermes
Cermes (németül: Tscherms) település Olaszországban, Bolzano autonóm megyében. Lakosainak száma 1576 fő (2023. január 1.). Cermes Lana, Marlengo és Merano községekkel határos.

## Népesség
A település népességének változása:
| Lakosok száma | 1556 | 1546 | 1576 |
|               | 2017 | 2018 | 2023 |